# Propaganda im Ersten Weltkrieg

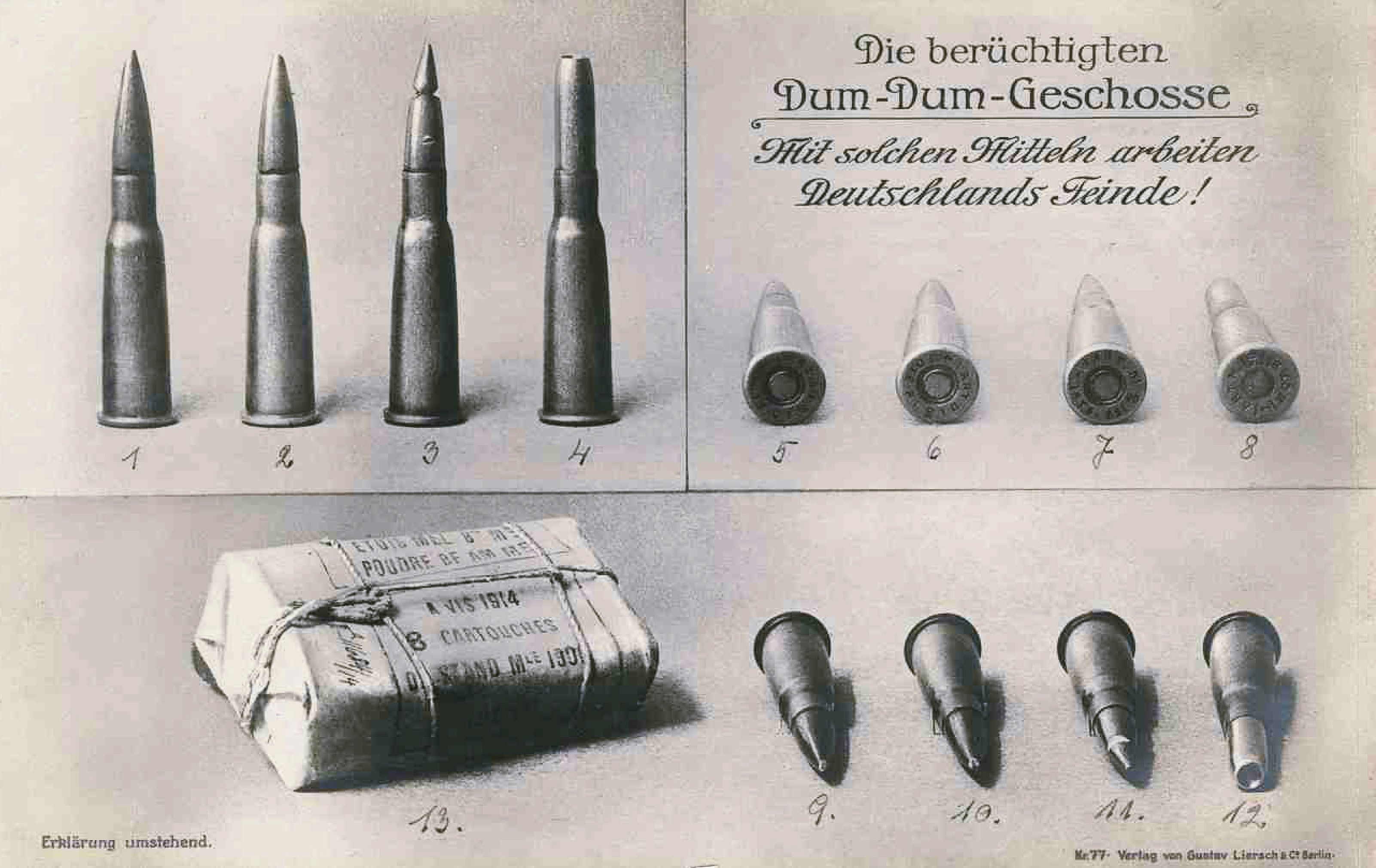
Feldpostkarte, ca. 1916: „Mit solchen Mitteln arbeiten Deutschlands Feinde.“

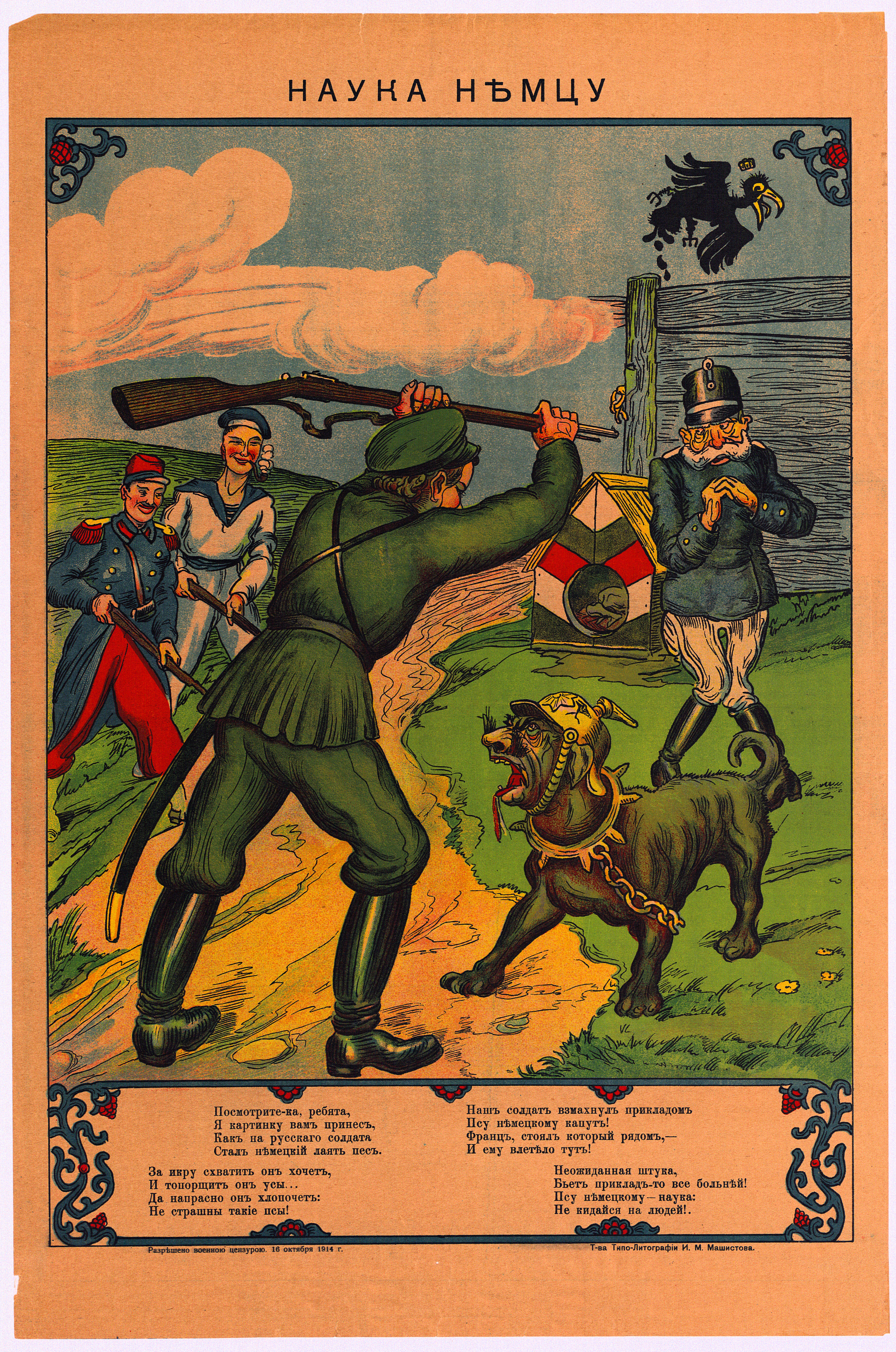
Наука Немцу (Dem Deutschen eine Lehre), Russland 1914

Die Propaganda im Ersten Weltkrieg wurde gegenüber der eigenen und der Bevölkerung der Kriegsgegner vielfältiger als Propaganda zuvor in zwischenstaatlichen Konflikten eingesetzt, wobei die größere Verbreitung von Massenmedien in den kriegführenden Staaten dieses Mittel unterstützte. Alle am Ersten Weltkrieg beteiligten Staaten, die Mittelmächte ebenso wie die Entente, machten sich diese Art der Kriegsführung zunutze, jedoch gibt es in der Zielsetzung und der Art und Weise Unterschiede. Erstmals wurden in diesem Krieg neben Plakaten, Flugblättern und Zeitungen auch die Fotografie und der Film als Propagandamedium eingesetzt (siehe: Propagandafilm).
Zur Koordination der unterschiedlichen Medien und gezielter Massenpropaganda wurden von den am Krieg teilnehmenden Staaten zunehmend spezialisierte Behörden im Laufe der Kriegsjahre herausgebildet.

## Art der Propaganda und ihre Ziele in den verschiedenen Staaten

### Die Mittelmächte und ihre Verbündeten

#### Deutsches Reich
Die für Propagandaarbeit zuständige Behörde im Deutschen Kaiserreich war 1914 in erster Linie das Kriegspresseamt im Großen Generalstab, das bei der Sektion III b angesiedelt war. Auch das Reichsmarineamt unterhielt ein eigenes Presse- und Propagandabüro, das aber im Herbst 1914 zum großen Teil in das Kriegspresseamt integriert wurde. Um aber das Primat der Politik zu wahren, gründete das Auswärtige Amt am 5. Oktober 1914 die Zentralstelle für Auslandsdienst aus der durch den Druck der Militärs 1916 die Militärische Stelle des Auswärtigen Amtes (MAA) (gegründet 1. Juli 1916) hervorging. Im Gegenzug dazu gründete die Abteilung IV (Nachrichten) des Auswärtigen Amtes im November 1916 die „Militärische Film- und Fotostelle“ die dann im Januar 1917 im „Bild- und Filmamt“ (BuFA) aufging. Alle drei staatlichen Einrichtungen unterhielten jeweils eine eigene „Zensurstelle“ zur Beobachtung der in- und ausländischen Presse. Darüber hinaus existierten zum Zeitpunkt des Kriegsbeginns etwas mehr als 20 private Nachrichten- und Presseorganisationen, die ähnliche Ziele verfolgten.

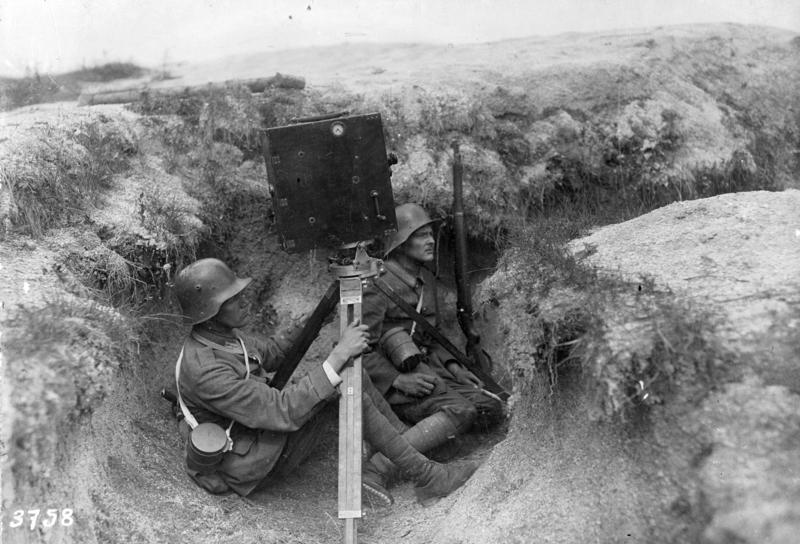
Deutsche Kriegskinematografen an der Westfront, 1917

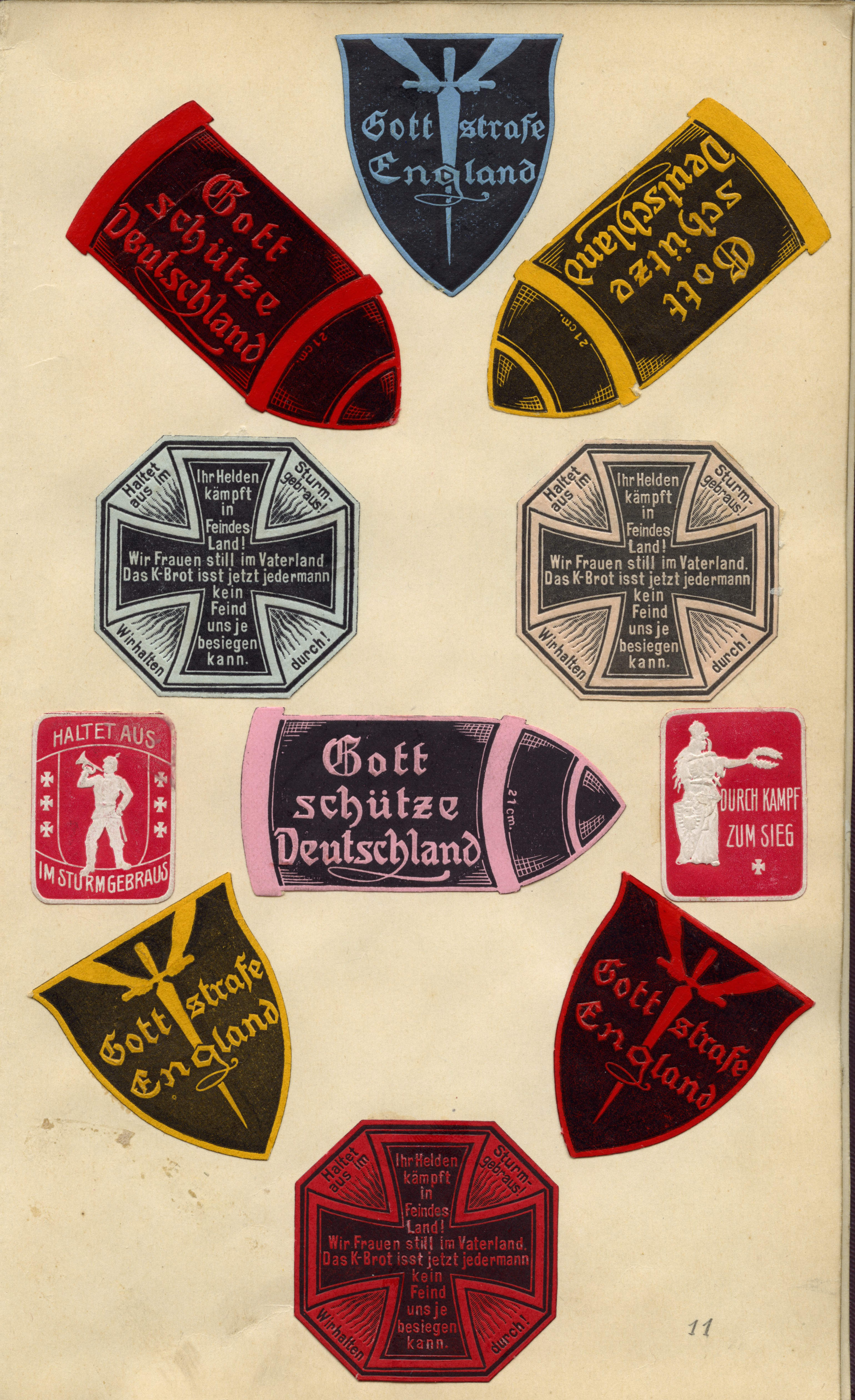
Propagandaverschlussmarken aus der Zeit des Ersten Weltkriegs

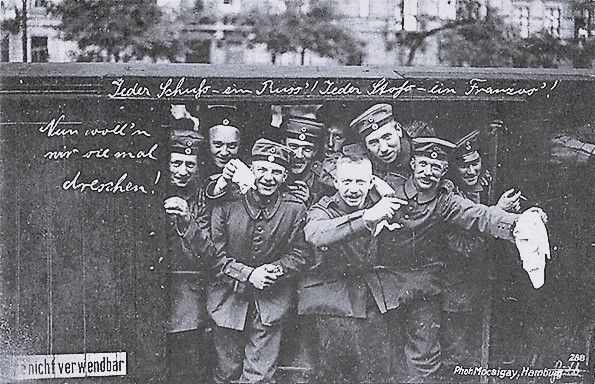
Deutsche Wohlfahrts-Karte
Jeder Schuß – ein Russ’! Jeder Stoß – ein Franzos’! Nun woll’n wir sie mal dreschen!

Die deutsche Propaganda konzentrierte sich darauf, die eigene Stärke herauszustellen, die Kampfmoral an der „Heimatfront“ zu stärken, für Kriegsanleihen zu werben und den englischen Imperialismus zu persiflieren. Auch auf deutscher Seite gab es Gräuelpropaganda, die ähnlich ausgeprägt war wie auf französischer und britischer Seite. Zu den Falschmeldungen zählten Berichte von der angeblichen Bombardierung Nürnbergs am 2. August und Gräuelgeschichten über die Kampfweise von alliierten Soldaten aus den Kolonialgebieten (wie etwa die Gurkhas bei den Briten oder Afrikaner im französischen Heer), die angeblich bei Nacht in deutsche Schützengräben eindrängen, schlafenden deutschen Feldgrauen die Kehle durchschneiden würden und deren Blut tränken. 
Sie lancierten auch die Falschmeldung, Belgier hätten deutschen Kriegsgefangenen die Augen ausgestochen.
Tatsächlich hatten deutsche Truppen bei der Eroberung von Lüttich im August zahlreiche Kriegsverbrechen begangen, ebenso später bei der Eroberung Belgiens.
In den letzten Kriegsjahren warb die Heeresleitung mit Fotos kriegszerstörter französischer Städte um Dankbarkeit der Bevölkerung für die Soldaten, dass sie die Westfront von Deutschland fernhielten. Besonders die Bevölkerung des Kaiserreiches Russlands wurde als ein Volk von Barbaren ohne Moral und Sitte verunglimpft.
Im Oktober 1914 wurde ein Aufruf „An die Kulturwelt!“ veröffentlicht und massenhaft verbreitet, in dem jegliche deutsche Kriegsschuld zurückgewiesen und die deutsche Heerführung pauschal in Schutz genommen wurde („poetische Mobilmachung“). Dieser auch von Regierungsstellen vorbereitete und von 93 namhaften Künstlern und Wissenschaftlern unterzeichnete Aufruf spiegelte eine weitgehend national-konservative Grundhaltung unter vielen deutschen Intellektuellen wider, der sich im weiteren Verlauf des Krieges auch der Schriftsteller Thomas Mann mit seinen 1918 erschienenen Betrachtungen eines Unpolitischen anschloss.
Eine vergleichsweise moderne Propaganda betrieb die Kaiserliche Marine. Unter Kapitän zur See Heinrich Löhlein begann das „Nachrichtenbureau der Reichsmarine“ unmittelbar bei Kriegsbeginn mit dem Verschicken von Nachrichten über die deutsche Seekriegsführung in neutrale Staaten. Kurz darauf wurden auch Flugblätter, Plakate und Broschüren mit positiven Berichten über die deutsche Flotte in neutralen Staaten verbreitet, insbesondere in Italien und den USA.
Die Heeresleitung erließ einerseits strenge Zensurvorschriften, die die Recherche ausländischer Journalisten schon bei Kriegsbeginn stark einschränkten, ließ auf der anderen Seite aber in großem Umfang Interviews zu, um ihre Sicht des Krieges international zu verbreiten. Bereits Ende August nahm das erste Dutzend deutscher Korrespondenten an den Fronten die Arbeit auf. Die Briten erlaubten dies erst im Juni 1915. Im Oktober 1914 nahm im deutschen Außenministerium die Zentralstelle für den Auslandsdienst unter Matthias Erzberger die Arbeit auf und versorgte 27 Agenturen im Ausland mit deutschfreundlichen Meldungen. Da die Briten wenige Tage nach Kriegsbeginn das Atlantikkabel kappten, waren die Deutschen auf die Nachrichtenübermittlung per Funk angewiesen. Der stärkste Sender in Nauen reichte allerdings bis nach Mexiko. Die Überseedienst-Transocean GmbH kaufte Zeitungen im neutralen Ausland und gab dort neue Blätter heraus. Diese Bemühungen stießen jedoch noch 1914 vielerorts auf Widerstand. In mehreren neutralen Ländern erkannte die Öffentlichkeit die deutsche Informationsoffensive schnell als Propaganda. Zum Teil verbaten sich die Regierungen bei den deutschen Botschaftern ein solches Vorgehen.
Schon mit dem Überfall auf Belgien zu Beginn des Krieges befand sich das Deutsche Reich in der Rolle des Angreifers, was seine Möglichkeiten auch auf dem propagandistischen Schlachtfeld massiv einschränkte, die seiner Kriegsgegner aber umso mehr vergrößerte. Mit der Hinrichtung tausender belgischer Zivilisten und der Zerstörung mehrerer Städte, insbesondere Löwens, machten die deutschen Truppen nahezu alle Möglichkeiten zur positiven Auslandspropaganda zunichte und gaben den gegnerischen Mächten reichlich Material für deren Propaganda an die Hand. Dieser Effekt verstärkte sich noch durch die weltweite Empörung über die Hinrichtung von Edith Cavell durch deutsches Militär, die als Krankenschwester Fluchthilfe für kriegsgefangene alliierte Soldaten betrieben und auch für Frankreich spioniert hatte. Im Gegenzug war die deutsche Führung bemüht, zu zeigen, dass auch die Engländer mit „Verrätern“ und „Spionen“ nicht zimperlich umgingen, was aber kaum einen Effekt erzielte. So stand besonders das Schicksal des irischen Freiheitskämpfers Roger David Casement im Mittelpunkt. Er hatte sich 1914 an Deutschlands Seite gestellt und wurde im August 1916 wegen Hochverrats hingerichtet. Dies und die Versuche, die britische Blockade für Versorgungsengpässe in der deutschen Zivilbevölkerung verantwortlich zu machen, verfingen in der Weltöffentlichkeit nicht.

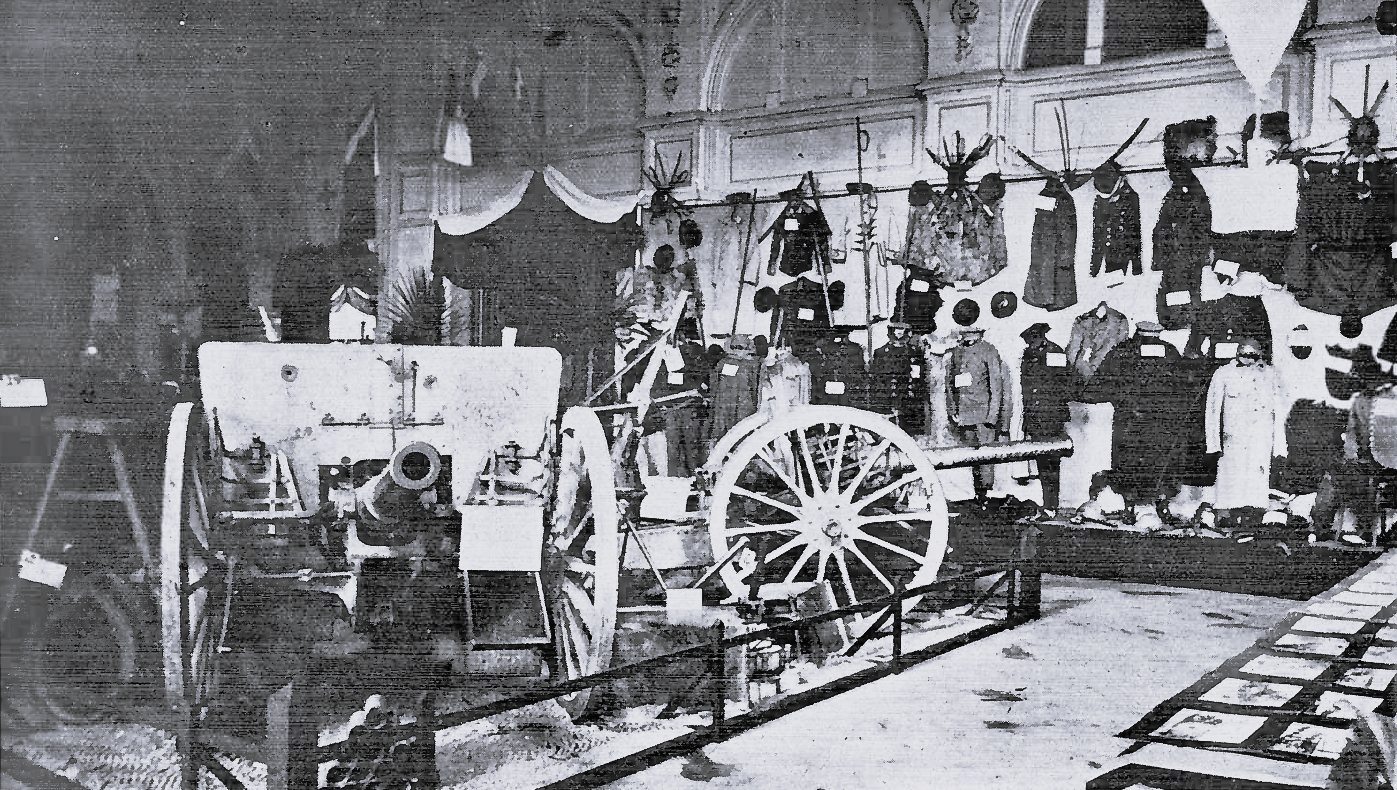
Aus der Lübecker Kriegsausstellung im Kolosseum.

Das Rote Kreuz veranstaltete ab 1916 eine zur weiteren Mittelzuführung dienende Kriegsausstellung, in der sie den Daheimgebliebenen, wie es hieß, durch die Völkerringen darstellende feindliche Kriegsbeute Eindrücke von greifbarer Wirklichkeit zu vermitteln suchte. Eine 1915 in den Ruinen von Serre an der Somme-Front aufgebaute private Ausstellung, über die auch in der Feldzeitschrift Der Schützengraben berichtet wurde, machte mittels allegorischer Standbilder und Beschriftungen die Regierungschefs der Alliierten lächerlich und verunglimpfte auf rassistische Weise die (gegnerischen) Kolonialsoldaten.
Mit Hilfe von Feldpostkarten versuchte die Deutsche Heeresleitung, der Bevölkerung in der Heimat normalerweise schreckliche Taten wie die Zerstörung von Kulturgütern einerseits als Beweis für den eigenen militärischen Erfolg, andererseits als Selbstverschulden des Gegners darzustellen.

Ab 1917 wurde auch in Form des Vaterländischen Unterrichts versucht, den Durchhaltewillen der Soldaten und der Bevölkerung zu stärken. Die Deutsche Grammophon Aktiengesellschaft produzierte überdies in der Serie Vaterländische Zonophon-Aufnahmen zum Besten deutscher Krieger und deren Angehörigen mindestens 25 Schellackplatten, die orchestrierte patriotische Lieder, Märsche oder Minidramen wie „Die Erstürmung von Lüttich“ (in verharmlosend vereinfachter und verkürzter Form) enthielten.
Ein wichtiges Medium der psychologischen Kriegsführung war die Gazette des Ardennes, eine deutsche Besatzungszeitung die zunächst in Nordfrankreich und Belgien, später im gesamten französischen Sprachraum große Verbreitung fand. Sie war ein Gemeinschaftswerk deutscher und französischer Journalisten, das seine Auflage während der Kriegsjahre fortwährend zu steigern vermochte. Die professionelle Aufmachung der Gazette des Ardennes und ihr hoher Propagandawert wurden auch von der alliierten Seite anerkannt. Eine andere, weniger subtile Form der psychologischen Kriegsführung, war der Marsch französischer Kriegsgefangener durch Lille vor den Augen der einheimischen Bevölkerung, um ihr die Wehrlosigkeit des eigenen Heeres zu symbolisieren. Als Feldpostkarte wurde mit diesem Motiv den Angehörigen zu Hause die angebliche Unfähigkeit des Gegners vermittelt.

#### Österreich-Ungarn
Zuständige Behörde war das K.u.k. Kriegspressequartier (KPQ) (gegründet 28. Juli 1914).
Das Medium Film wurde in Österreich-Ungarn durch Kriegswochenschauen und Propagandafilme genutzt. Häufig genutzte Methoden waren die Herabwürdigung und Lächerlichmachung des Gegners, die Beschwörung der eigenen Stärke (Unsere Kriegsflotte, 1914), der Kampf- und Siegesmoral (Siegreich durch Serbien, 1915) und die Verdeutlichung der Notwendigkeit sein Land zu unterstützen, sei es durch die Meldung zum Kriegsdienst (Mit Herz und Hand fürs Vaterland, 1915) oder durch das Zeichnen von Kriegsanleihen (Das Kriegspatenkind, 1915). Die erste Kriegswochenschau erschien im September 1914 und wurde von der Wiener Kunstfilm-Industrie produziert. Filme wie Wochenschauen unterlagen der Zensur, Operateure aus dem verfeindeten Ausland wurden zu Kriegsbeginn des Landes verwiesen, aus verfeindeten Ländern stammende Filme unterlagen einem Importverbot, was die österreichische Filmwirtschaft stark beflügelte.
Plakate und Flugblätter verbreiteten verherrlichende Grafiken von Soldaten oder denunzierten die gegnerischen Kriegsparteien mit Propagandasprüchen wie „Jeder Schuss ein Russ, jeder Stoß ein Franzos, jeder Tritt ein Britt, jeder Klapps ein Japs.“ und „Serbien muss sterbien“. Karikaturen waren ebenfalls ein populäres Propagandainstrument. Auch Trickfilme wurden als Propagandamittel eingesetzt. Prominente Zeichner und Karikaturisten der damaligen Zeit konnten hierfür gewonnen werden: Theo Matejko, Karl Robitschek und Theo Zasche.

##### Kriegsausstellungen
Von Anfang Juli bis Oktober 1916 wurde im Wiener Prater die erste Kriegsausstellung veranstaltet. Neben Österreich nahmen auch das Deutsche Reich, Bulgarien und die Türkei daran teil. Um den Krieg der Bevölkerung zu veranschaulichen, wurden verschiedene Typen von Schützengräben und Stollenbauten vor Kulissen aktueller Kriegsschauplätze angelegt. Zur Volksbelustigung dienten in Schießbuden Figuren in Uniformen gegnerischer Soldaten als Ziel. Weiters wurden Filmvorführungen und Schauspiele veranstaltet.
Die Kriegsausstellung 1917 wurde unter Mitwirkung von Egon Schiele und Albert Paris Gütersloh organisiert.

##### Künstler und Künstlergruppen
Zu Beginn des Krieges verstanden es einzelne staatliche Pressestellen, ausgewählte Künstler für Kriegsberichterstattung und Kriegspropaganda zu gewinnen.
Im Laufe der Kriegsjahre haben jedoch viele Künstler aufgrund der offenkundigen Gräuel des Krieges ihre Ansicht geändert und sich teilweise sogar der Gegenpropaganda gewidmet.
Die Literarische Gruppe im Wiener Kriegsarchiv hatte die Aufgabe, aus Kriegsberichten und "ausgezeichneten" Soldaten für die Presse propagandistische Artikel über "Kriegshelden" zu verfassen. Zu den Mitgliedern zählten:
- Stefan Zweig, änderte seine Einstellung nach persönlichen Kriegserfahrungen 1915 und wurde Pazifist
- Rainer Maria Rilke nur kurze Zeit
- Alfred Polgar, Franz Werfel.

Weitere berühmte Namen scheinen als Mitarbeiter des Kriegspressequartiers, mehr oder weniger freiwillig, auf:
- Egon Erwin Kisch seit 1917, organisierte 1918 Streiks, Robert Musil, Leo Perutz, Alice Schalek, Hugo von Hofmannsthal

Die Musikalische Gruppe im Kriegspressequartier des k.u.k. Kriegsministeriums kümmerte sich um die Organisation von Konzerten und musikalischen Veranstaltungen an der Front. Zudem wurden Soldatenlieder gesammelt. Die Musikgruppe im Kriegspressequartier war in zwei Gruppen geteilt, die cisleithanische Gruppe wurde in Wien vom Komponisten und Dirigenten Bernhard Paumgartner geleitet, die transleithanische Gruppe in Budapest unterstand dem Komponisten Béla Bartók. Zu Mitarbeitern der Musikgruppe zählten:
- Viktor Ullmann, der auch Konzerte in Triest gab.
- Hans Krása, Alois Hába
- Zoltán Kodály, der der Assistent von Béla Bartók in Budapest war.[3]

### Entente und Verbündete

#### Frankreich
Zuständige Behörde war das Maison de la Presse (gegründet Februar 1916).
Auch in Frankreich bediente man sich intensiver Propaganda. Kinder wurden ermutigt, Soldaten bzw. Krankenschwestern zu werden, und Schuldiktate handelten von Schlachten und Gräueltaten der Deutschen.
Zentraler Begriff der Propaganda war der Sale boche allemand oder kurz Boche. Des Weiteren konzentrierte man sich auf die Darstellung der deutschen Gräuel in Belgien und Frankreich. Neben Fakten wurden auch Gerüchte aufgegriffen, die die Angst in der französischen Bevölkerung schüren sollten. So wurden den deutschen Soldaten besonders Verstümmelungen, wie etwa abgeschnittene Hände oder Brüste, und Plünderungen vorgeworfen. Der Mediziner Edgar Bérillon erklärte 1915 Körpergestank zu einem besonderen deutschen Merkmal, da bei „dem Deutschen“ spezielle Drüsen „Angst oder Wut“ „Sekrete“ absondern würden bzw. über den „Fußschweiß“ Harnsäure ausgeschieden werde.

#### Großbritannien

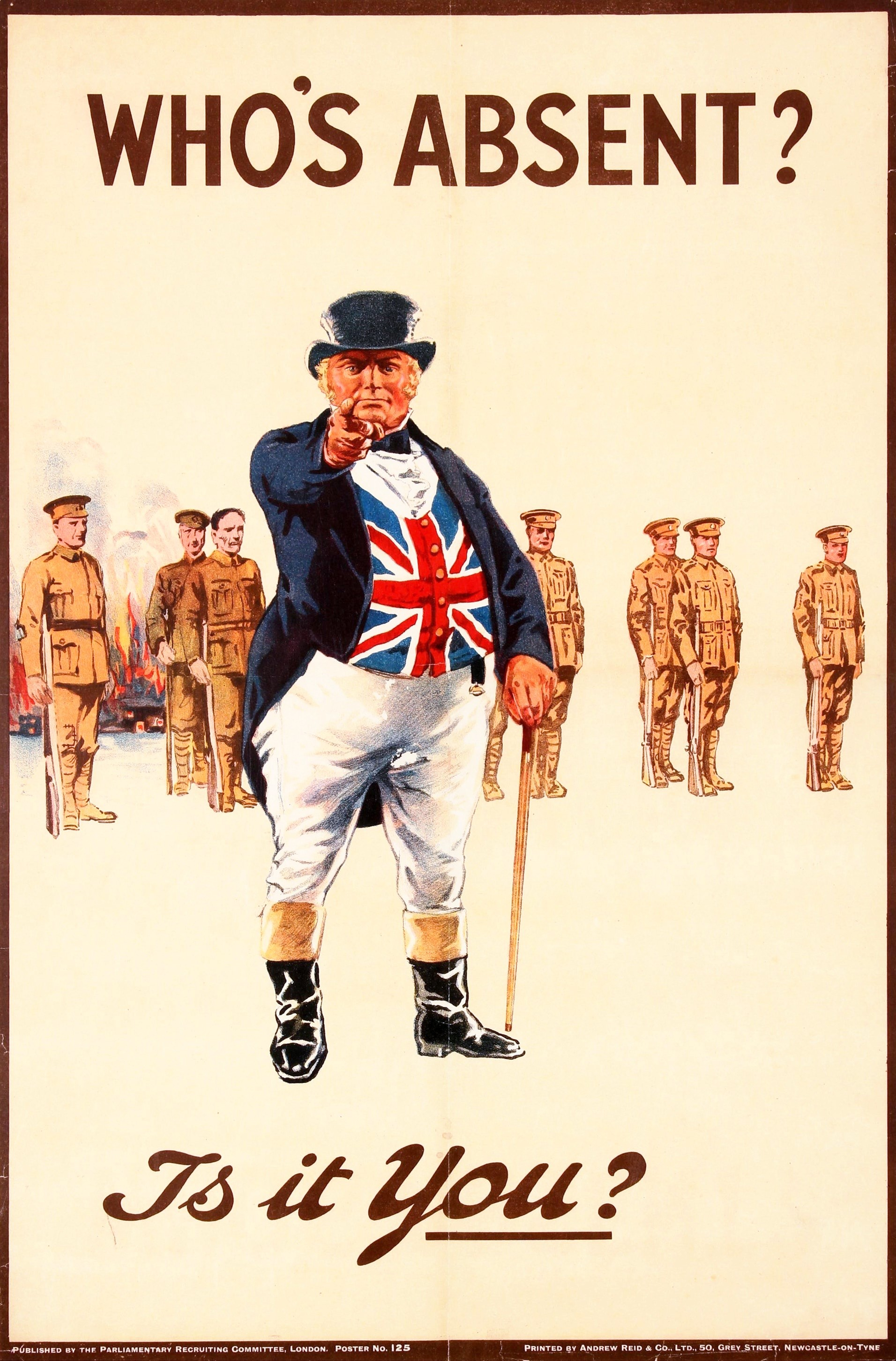
Britisches Propagandaplakat

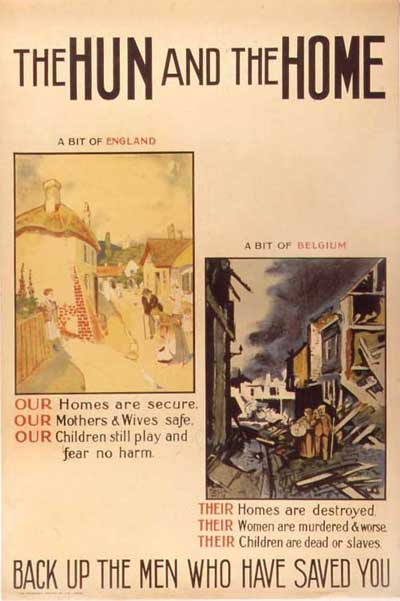
Britisches Propagandaplakat

Zuständige Behörden waren das War Propaganda Bureau (gegründet August 1914), ab 1917 Crewe House, das Parliamentary Recruiting Committee, für Rekrutenwerbung und das Parliamentary War Savings Committee, zuständig für Werbung für Kriegsanleihen.
Großbritannien hatte anders als die anderen Kriegsteilnehmer bei Kriegsbeginn keine allgemeine Wehrpflicht und war deshalb besonders auf eine moralische Mobilmachung angewiesen, zumal die Kriegsbegeisterung der Briten trotz einer leichten Deutschenfeindlichkeit zunächst viel geringer war als die der anderen europäischen Völker. Alleine in den ersten fünf Monaten des Krieges wurden 2,5 Millionen Propagandaplakate mit 110 Motiven veröffentlicht. Sätze wie "Europa im Krieg – und wo bist DU?" waren allgegenwärtig. Junge Frauen wurden dazu aufgefordert, männlichen Zivilisten auf der Straße eine weiße Feder als Symbol für deren Feigheit und Drückebergerei zu überreichen.
Was die Kriegsberichterstattung betraf, nahm das britische Kriegsministerium zunächst eine abwehrende Haltung an. Dadurch sollte vermieden werden, dass der Gegner aus der Presse militärische Informationen erführe. Erst im Juni 1915 ließ das Ministerium Korrespondenten an der Front zu. Anfang September 1914 begann jedoch auch im britischen Außenministerium der Aufbau einer Auslandspropaganda-Abteilung, des War Propaganda Bureau in Wellington House, unter Charles Masterman. Diese Einrichtung arbeitete anders als die deutsche Auslandspropaganda jedoch nicht offensiv, sondern anfangs sogar geheim. Zunächst versuchte das Bureau durch literarische Texte vor allem die Entscheidungsträger in neutralen Ländern zu beeinflussen. Daran wirkten bekannte Schriftsteller wie H. G. Wells und Arthur Conan Doyle mit.
Darüber hinaus betrieben verschiedene Ministerien jeweils eigene Propaganda. Das National War Aims Committee dominierte die Inlandspropaganda, und die Nachrichtenabteilung MI-7 des Heeres steuerte die psychologische Kriegsführung bei den gegnerischen Truppen.
Erst im weiteren Kriegsverlauf legte die britische Regierung den Schwerpunkt auf die Dämonisierung des Gegners, um die Kampfmoral der eigenen Soldaten zu stärken, die glauben sollten, sie würden die Zivilisation gegen die Barbaren verteidigen. Vor allem das Verhalten deutscher Truppen in Belgien eröffnete schon in den ersten Kriegswochen zahlreiche Möglichkeiten dazu („Rape of Belgium“), die von britischer Seite unter anderem im Mai 1915 mit dem Bryce-Report umgesetzt wurden. Der Report warf deutschen Soldaten vor, als Vergeltungsmaßnahme für Partisanenangriffe belgischen Kindern die Hände abgehackt und junge Mädchen vergewaltigt zu haben. Auch das Blue Book über die Kolonialverbrechen der Deutschen stellte sich nach dem Krieg als erfunden heraus. Unterstützt wurde die Regierung durch den Verleger Lord Northcliffe, dessen Presse den Deutschen immer neue Bestialitäten vorwarf.
Nachdem die Krankenschwester Edith Cavell im Oktober 1915 wegen Spionage vom deutschen Militär zum Tode verurteilt und hingerichtet worden war, nutzten die britische wie auch die französische Propaganda ihren Tod, um den Krieg zu legitimieren. Weitere Ansatzpunkte für die britische Propaganda lieferten deutsche Angriffe auf zivile Schiffe im Rahmen des U-Boot-Kriegs.
Nur am Rande ein Produkt der Propaganda war die Geschichte über eine deutsche "Leichenfabrik", in der aus deutschen Gefallenen angeblich Glycerin für die Munitionsproduktion hergestellt werde. Sie kursierte im Frühjahr 1917. Die staatliche Propagandabehörde war daran nur insofern beteiligt, als sie diese Meldung von Zeitungen zunächst wider besseres Wissen nicht berichtigte. Das immer weitere Ausufern der Erzählung wurde dagegen von den Medien selbst besorgt. Erst nachdem die Berichte mehrere Wochen im Umlauf gewesen waren, gab das War Propaganda Bureau eine eigene Broschüre dazu heraus.
Bis zum Januar 1917 arbeitete das Bureau mit rund 50 Personen im Außenministerium. Danach wurde es, ergänzt um bislang eigenständige Abteilungen, die die in- und ausländische Presse belieferten, auf Betreiben des Premierministers David Lloyd George in ein eigenständiges Amt umgewandelt. Im März 1918 nahm das Informationsministerium mit rund 500 Mitarbeitern unter dem kanadischen Verleger Max Aitken die Arbeit auf. Ebenfalls Anfang 1917 wurde Crewe House unter Lord Northcliffe gegründet, eine Abteilung des Informationsamts, die sich auf die Propaganda in Militär und Zivilbevölkerung der Gegner und dabei insbesondere auf Österreich-Ungarn konzentrierte.
Schon am 2. September 1914 trafen unter anderen Thomas Hardy, Rudyard Kipling und H. G. Wells in London zusammen, um eine "poetisch-literarische Kampagne für die Regierungspolitik zu koordinieren" (W. Mommsen). Wenige Tage später gaben vierzig britische Intellektuelle eine gemeinsame Erklärung zur moralischen Rechtfertigung des Kriegsbeitritts ab. Die Suffragetten Emmeline und Christabel Pankhurst sahen Deutschland als "männliche Nation", deren evtl. Sieg ein "Schlag gegen die Frauenbewegung" sei, weshalb sie zur Wehrpflicht drängten und Frauen in Munitionsfabriken begrüßten (N. Ferguson).

#### USA

Destroy This Mad Brute – Enlist. US-Plakat von 1917

Zuständige Behörde war das Committee on Public Information (gegründet April 1917).
In den Vereinigten Staaten setzte die Regierung auf Grund der politischen Stimmung innerhalb der Bevölkerung bis 1916 auf die Betonung eines "Neutralitätsstatus". Dazu wurden auch 1915 entsprechende Gesetze erlassen. Generell hob die US-amerikanische Presse die moralische Überlegenheit, die militärische Stärke und die Idee der Demokratie in den USA hervor. Erst als die Ereignisse des Ersten Weltkrieges durch versenkte Schiffe, den durch Deutschland geführten Handelskrieg auf den Weltmeeren und deutsche Sabotage- und Spionageakte auf dem US-amerikanischen Territorium auch das tägliche Leben der US-Bürger erreichte, versuchte man durch Kampagnen wie Remember Belgium Gegenempörung beim Volk zu wecken und so eine mögliche Kriegsbereitschaft zu steigern. Außerdem wurde die berühmte I Want You-Aktion der US Army geboren, die später auch im Zweiten Weltkrieg zum Einsatz kam. Ferner wurden Reden prominenter Schauspieler wie Charlie Chaplin auf öffentlichen Plätzen übertragen. In Kinos wurde per Trickfilm immer wieder an die Lusitania und deren Versenkung durch das deutsche U-Boot U 20 erinnert.
Besonderes Augenmerk richteten die US-amerikanischen Propagandamedien auf die Themen "uneingeschränkter U-Bootkrieg", die Zunahme der Flüchtlingswelle aus Europa sowie auf die Stellung des deutschen Kaisers Wilhelm II. und kritisierten immer wieder die absolutistische Ausrichtung des Deutschen Reichs.

## Bewertung
In der unmittelbaren Nachkriegszeit war auf deutscher Seite die Erkenntnis, dass die eigene Propaganda nur geringe Wirkung gezeigt habe, die gegnerische aber umso erfolgreicher gewesen sei, Teil der Dolchstoßlegende, mit der die militärische und politische Elite die Niederlage zu relativieren versuchte.
In den letzten Jahren hat jedoch eine teilweise Neubewertung der deutschen Weltkriegspropaganda stattgefunden. So betont der britische Historiker Hew Strachan ihren beträchtlichen Einfluss auf die öffentliche Meinung in den neutralen Staaten. Vor allem im geopolitisch bedeutenden Spanien entfaltete die Medienpolitik der Mittelmächte große Wirkung und trug maßgeblich dazu bei, dass das Land nicht auf Seiten der Entente in den Krieg eingriff. Doch geht die heutige Forschung nach wie vor davon aus, dass die deutsche und österreichisch-ungarische Spottpropaganda, die den Kampfwert der gegnerischen Soldaten herabsetzte, größtenteils ineffektiv war. Sie hatte demnach allenfalls die Wirkung, dass sich die Menschen an der Heimatfront wunderten, warum gegen solch schwache Gegner keine schnellen Siege erzielt werden konnten. Die Kriegsniederlage kam dann auch für viele Deutsche, die ihrer eigenen Propaganda geglaubt hatten, überraschend. Hinzu kam, dass die Ententemächte schon in den ersten Wochen des Krieges alle telegraphischen Verbindungen zwischen den Mittelmächten und Übersee gekappt hatte, was dazu führte, dass die deutsche Propaganda die Staaten in Amerika und Asien nur indirekt über drahtlose Telegrafie erreichen konnte.
Die britische und französische Propaganda, die auf die Dämonisierung des Gegners setzte, war dagegen viel effektiver. Ihr gelang es, der eigenen Bevölkerung einen Kampf der Zivilisation gegen die Barbarei nahezubringen und auch andere Staaten, wie zum Beispiel die Staaten Lateinamerikas, sind von dieser Propaganda beeinflusst worden. Es kam der alliierten Propaganda dabei zustatten, dass die Truppen der Mittelmächte nahezu überall auf fremdem Boden standen und dadurch von vornherein mit dem Odium des „Aggressors“ belegt waren.

## Propagandamittel

"Für die Kriegswaisen!" Propagandaplakat Italien, 1919

- Plakate
- Film

Das Medium Film war im Entstehen und wurde ab 1915 zuerst von den Engländern, ab 1916 auch von Deutschland gezielt als Medium zur Massenbeeinflussung und psychologischen Kriegsführung eingesetzt. Die Gründung der Filmstudios Babelsberg in dieser Zeit hatte beispielsweise anfänglich in erster Linie eine Nutzung der "bewegten Bilder" als militärisches Propagandamedium zum Ziel.
- Flugblätter
- Fotografie

Hier hatte vor allem die Arbeit der Frontberichterstatter mit ihren, zum Teil "erschütternden" Fotodokumenten aus dem unmittelbaren Frontbereich ab 1914, eine deutliche Wirkung auf die Öffentlichkeit.
- Propagandapostkarten, (auch Ansichtskarten)
- Zeitschriften

Im Deutschen Reich und in Österreich-Ungarn wurde unter anderem die Illustrierte Geschichte des Weltkrieges, eine wöchentlich erscheinende Schriftenreihe, herausgegeben. Das erste Heft erschien kurz nach Kriegsbeginn 1914. Zielgruppe war die einheimische Bevölkerung, der eine detaillierte, jedoch einseitige Sicht des Kriegsverlaufs vermittelt werden sollte, um die Moral im eigenen Land hoch zu halten. In den einzelnen Heften wurden illustrierte Kriegsberichte von den aktuellen Schauplätzen publiziert, wobei manche Daten sicher auch historische Relevanz haben, Angaben bzgl. gefallener und gefangener Soldaten, erbeuteter Kriegsmaterialien etc. zu Gunsten der Mittelmächte hingegen drastisch geschönt wurden.
 Weltkrieg! Kriegs- & Ruhmesblätter war während des Ersten Weltkrieges eine Wochenzeitung mit Meldungen zu aktuellen Kriegs- und Frontereignissen.
- Bücher
- Propagandafilme
- Veranstaltungen, Ausstellungen
- Briefmarken